# Laurent Dognin
Laurent Marie Bernard Dognin (ur. 3 stycznia 1953 w Paryżu) – francuski duchowny katolicki, biskup Quimper od 2015.

## Życiorys

### Prezbiterat
Święcenia kapłańskie otrzymał 15 czerwca 1980 i został inkardynowany do diecezji Nanterre. Przez wiele lat pracował jako duszpasterz parafialny, zaś w latach 2003-2006 był także wikariuszem biskupim dla centralnego rejonu diecezji. W 2006 mianowany wikariuszem generalnym.

### Episkopat
5 stycznia 2011 papież Benedykt XVI mianował go biskupem pomocniczym archidiecezji Bordeaux, ze stolicą tytularną Macriana in Mauretania. Sakry biskupiej udzielił mu 27 lutego 2011 arcybiskup Bordeaux - kardynał Jean-Pierre Ricard.
20 maja 2015 papież Franciszek mianował go biskupem ordynariuszem diecezji Quimper.